# Henric al IV-lea de Limburg
Henric al IV-lea (n. 1195 – d. 25 februarie 1247) a fost duce de Limburg și conte de Berg de la 1226 până la moarte.
Henric a fost fiul ducelui Waleran al III-lea de Limburg (totodată, conte de Luxemburg), și al Cunigundei, fiică a lui Frederic I de Lorena.
Inițial senior de Montjoie, Henric a fost căsătorit cu Irmgarda de Berg (Ermengarda), moștenitoare a comitatului de Berg, ca fiică a contelui Adolf al VI-lea de Berg, care a murit la asediul Damiettei din 1218, în cadrul cruciadei a cincea. Irmgarda și Henric nu au putut moșteni comitatul de Berg imediat, dat fiind că acesta a trecut în posesia arhiepiscopului Engelbert I Köln. Fiind principalul sfetnic al împăratului Frederic al II-lea de Hohenstaufen, Engelbert a fost confirmat pe viață în poziția comitală, plătind totuși o anumită rentă lui Henric și Ermengardei.
Engelbert a fost asasinat în 7 noiembrie 1225, iar Henric a preluat moștenirea asupra Berg, moștenind și Ducatul de Limburg puțin după aceea. Apoi, el a încredințat Montjoie fratelui său Waleran, care deținea deja Fauquemont. În continuare, Henric s-a războit cu Frederic de Isenberg, cumnatul său, care era suspectat de asasinarea lui Engelbert. În 1228, el a luat parte la cruciada a șasea, plecând în Țara Sfântă. După revenirea în Germania, el a purtat un război cu arhiepiscopul de Köln, Conrad de Hochstaden între 1238 și 1241. Pe tot parcursul domniei sale, el a fost considerat ca susținător al familiei de Hohenstaufen.
Împreună cu Imgard de Berg, Henric a avut doi fii:
- Waleran, succesor în Ducatul Limburg
- Adolf, succesor în Comitatul de Berg.